# Olle Bennström
Olle Bennström (ur. 16 maja 1904 w Vikarbyn, zm. 3 czerwca 1969 w Västerĺs) – szwedzki kierowca wyścigowy.

## Kariera
W wyścigach samochodowych Bennström startował głównie w wyścigach Grand Prix, a szczególnie w tych organizowanych w Skandynawii. W 1932 roku odniósł zwycięstwo w Zimowym Grand Prix Szwecji. Rok później w tym samym wyścigu stanął na trzecim stopniu podium. Również trzeci był w Grand Prix Finlandii. Wycofał się ze ścigania po ciężkim wypadku w Letnim Grand Prix Szwecji w 1933 roku. W 1934 roku założył firmę motoryzacyjną.